# Большой Суховяз
Большой Суховяз — река в России, протекает по Челябинской области. Устье реки находится в 31 км по правому берегу реки Уфалейка. Длина реки составляет 19 км.

## Данные водного реестра
По данным государственного водного реестра России, Большой Суховяз относится к Камскому бассейновому округу, водохозяйственный участок реки — Уфа от истока до Долгобродского гидроузла, речной подбассейн Белой, речной бассейн Камы.
Код объекта в государственном водном реестре — 10010200812111100020229.